# Thomas Horsfield

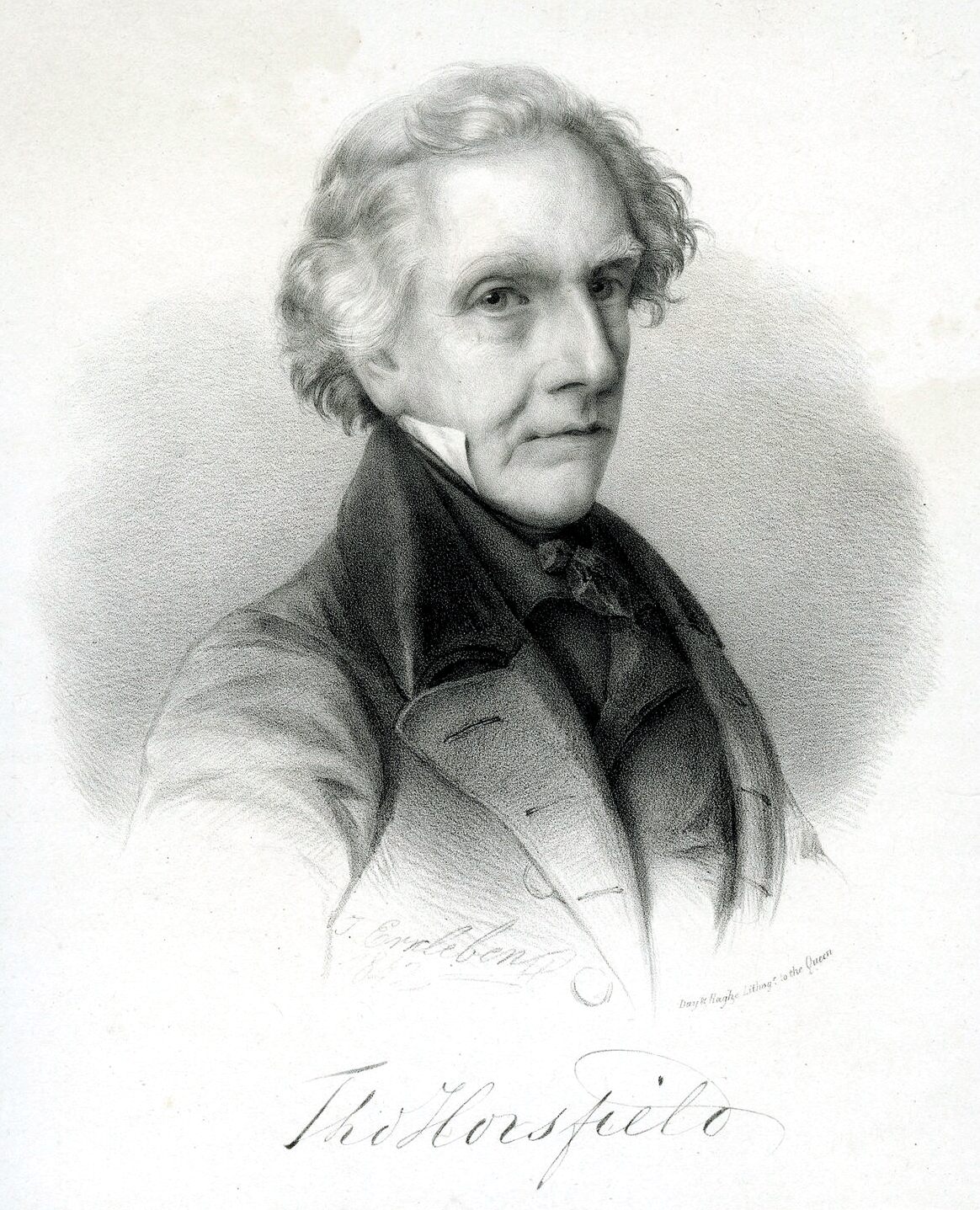
Thomas Horsfield

Thomas Horsfield (Filadélfia, 1773 — Londres, 14 de julho de 1859) foi um médico e naturalista dos Estados Unidos da América. 

## Biografia
Horsfield nasceu em Filadélfia, tendo estudado medicina. Trabalhou como médico em Java durante muitos anos. Depois de a Companhia Britânica das Índias Orientais ter conquistado a ilha aos holandeses, em 1811,  Horsfield começou a coleccionar plantas e animais para o seu amigo Thomas Stamford Raffles. Em 1819 foi forçado a abandonar a ilha devido a problemas de saúde. tornou-se depois curador do Museu da Companhia Britânica das Índias Orientais, em Londres.
Horsfield foi secretário assistente da Sociedade Zoológica de Londres, aquando da sua formação em 1826. 
Horsfield escreveu Zoological Researches in Java and the Neighbouring Islands (1824). Também classificou várias aves juntamente com Nicholas Aylward Vigors. O seu trabalho mais notável foi A description of the Australian birds in the collection of the Linnean Society; with an attempt at arranging them according to their natural affinities (Trans. Linn. Soc. Lond. (1827)).

## Homenagens
Numerosas espécies foram-lhe dedicadas:
- Um esquilo:
  - Iomys horsfieldii (Waterhouse, 1838)  por George Robert Waterhouse (1810-1888).
- Dois morcegos:
  - Myotis horsfieldii (Temminck, 1840)  por Coenraad Jacob Temminck.
  - Cynopterus horsfieldi Gray, 1843 porr John Edward Gray (1800-1875).
- Uma musaraigne :
  - Crocidura horsfieldii (Tomes, 1856)
- Uma tartaruga :
  - Testudo horsfieldii Gray, 1844 por John Edward Gray (1800-1875).
- TRês passereaux :
  - Myiophonus horsfieldii Vigors, 1831 por Nicholas Aylward Vigors (1785-1840).
  - Pomatorhinus horsfieldii Sykes, 1832 por William Henry Sykes (1790-1872)
  - Zoothera horsfieldi (Bonaparte, 1857)  por Charles Lucien Bonaparte (1803-1857).

Um gênero botânico foi nomeado em sua homenagem:
- Horsfieldia das Myristicaceae criado por Carl Ludwig von Willdenow (1765-1812)  em 1805.